# 丹莊站

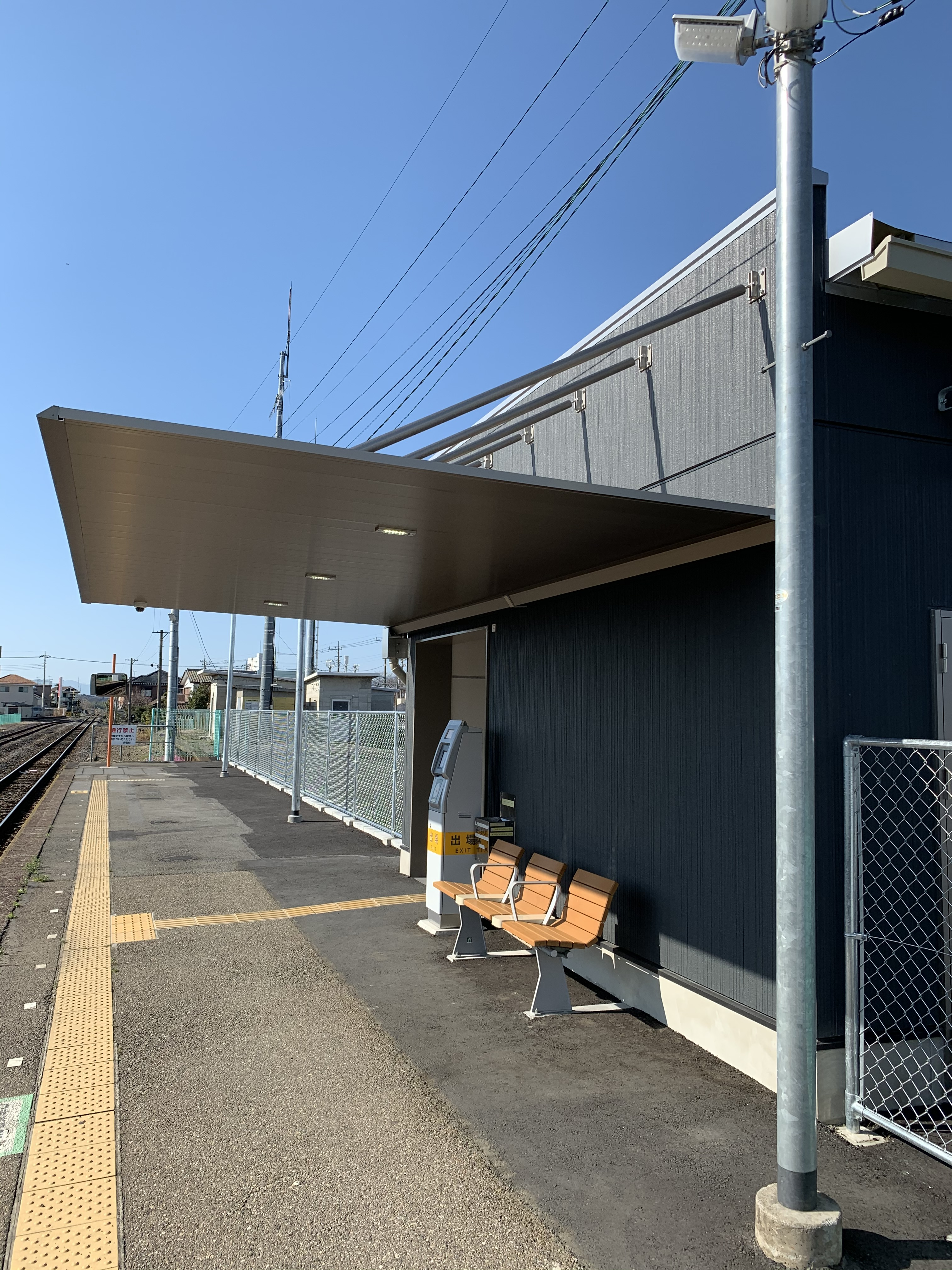
月台（2020年3月）

丹莊站（日语：／ Tanshō eki */?）是一個位於日本埼玉縣兒玉郡神川町大字植竹，屬於東日本旅客鐵道（JR東日本）八高線的鐵路車站。

## 車站構造
側式月台1面1線的地面車站。
曾經是對向式月台2面2線，月台之間以跨線橋聯絡，2015年7月10日拆出了車站前後的轉轍器，成為棒線車站。2號月台側的軌道和月台仍然殘留，但軌道與本線中斷，月台和跨線橋都已封鎖不再使用。

## 使用情況
根據JR東日本，2000年度（平成12年度）－2010年度（平成22年度）1日平均上車人次推移如下表。
| 上車人次推移       | 上車人次推移     | 上車人次推移    |
| 年度               | 1日平均 上車人次 | 來源            |
| ------------------ | ---------------- | --------------- |
| 2000年（平成12年） | 287              | [ 利用客数 1 ]  |
| 2001年（平成13年） | 267              | [ 利用客数 2 ]  |
| 2002年（平成14年） | 257              | [ 利用客数 3 ]  |
| 2003年（平成15年） | 248              | [ 利用客数 4 ]  |
| 2004年（平成16年） | 240              | [ 利用客数 5 ]  |
| 2005年（平成17年） | 233              | [ 利用客数 6 ]  |
| 2006年（平成18年） | 245              | [ 利用客数 7 ]  |
| 2007年（平成19年） | 255              | [ 利用客数 8 ]  |
| 2008年（平成20年） | 268              | [ 利用客数 9 ]  |
| 2009年（平成21年） | 266              | [ 利用客数 10 ] |
| 2010年（平成22年） | 269              | [ 利用客数 11 ] |

## 相鄰車站
東日本旅客鐵道（JR東日本）
■八高線
兒玉－丹莊－群馬藤岡

### 廢除路線
上武鐵道
丹莊－西武化學前

### 使用情況
1. ↑  . 東日本旅客鉄道.   [2019-05-06]. （原始内容存档于2018-02-13）.
2. ↑  . 東日本旅客鉄道.   [2019-05-06]. （原始内容存档于2019-04-02）.
3. ↑  . 東日本旅客鉄道.   [2019-05-06]. （原始内容存档于2019-04-02）.
4. ↑  . 東日本旅客鉄道.   [2019-05-06]. （原始内容存档于2019-04-02）.
5. ↑  . 東日本旅客鉄道.   [2019-05-06]. （原始内容存档于2019-04-02）.
6. ↑  . 東日本旅客鉄道.   [2019-05-06]. （原始内容存档于2017-08-08）.
7. ↑  . 東日本旅客鉄道.   [2019-05-06]. （原始内容存档于2019-04-02）.
8. ↑  . 東日本旅客鉄道.   [2019-05-06]. （原始内容存档于2019-04-02）.
9. ↑  . 東日本旅客鉄道.   [2019-05-06]. （原始内容存档于2019-02-22）.
10. ↑  . 東日本旅客鉄道.   [2019-05-06]. （原始内容存档于2019-04-02）.
11. ↑  . 東日本旅客鉄道.   [2019-05-06]. （原始内容存档于2019-04-02）.

## 外部連結
- 車站資訊（丹莊）：東日本旅客鐵道